# جرم فلكي

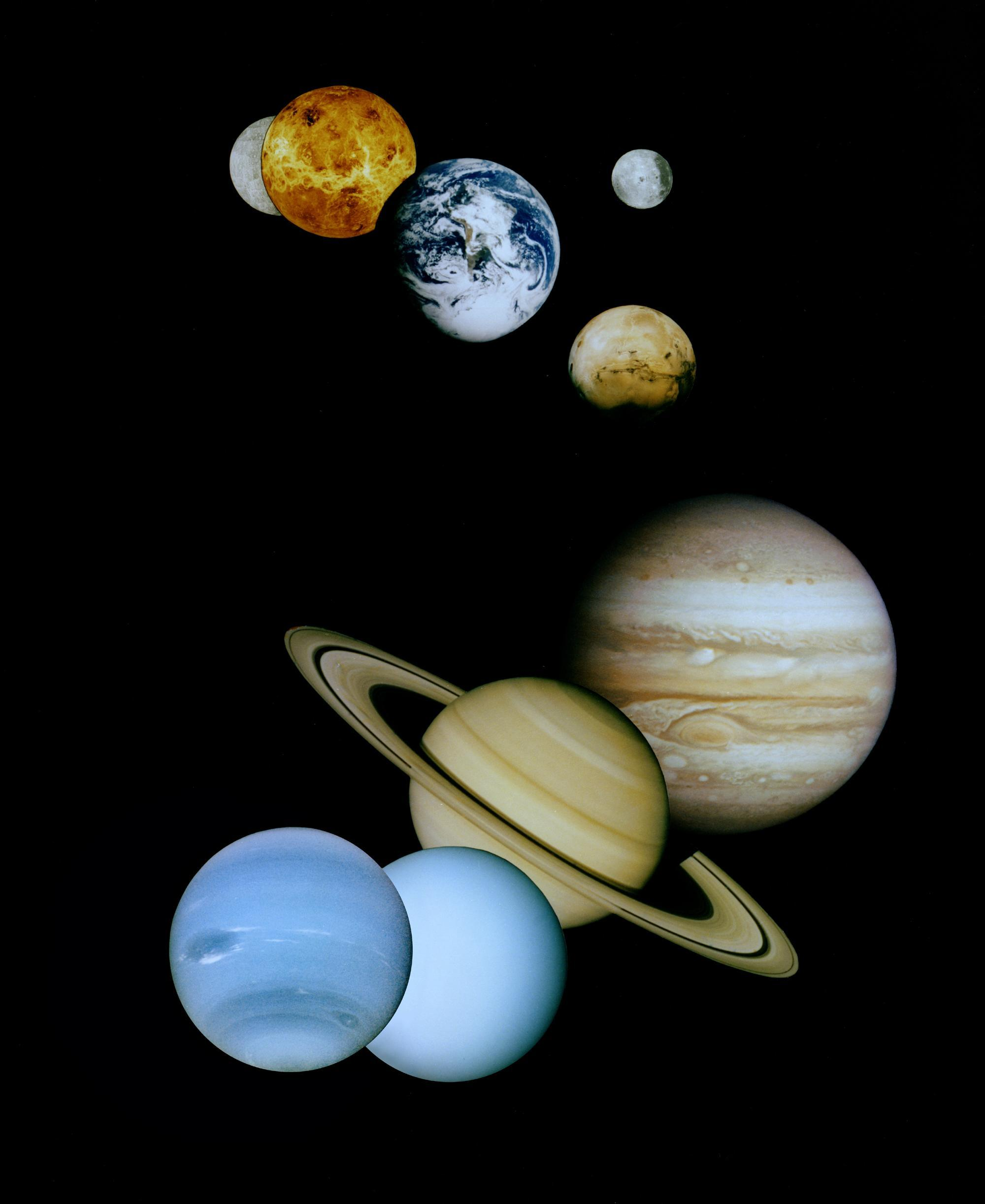
كواكب النظام الشمسي الثمانية، وهي أضخم أجرام النظام الشمسي بعد الشمس مباشرة.

الجِرم الفَلَكي أو الجِرم السماوي هو كل جسم موجود في الفضاء الخارجي. تقسم هذه الأجرام بشكل رئيسي إلى أجرام النظام الشمسي التي تدور حول الشمس وأجرام الفضاء البعيدة التي تقع خارج حدود النظام الشمسي، وقد قسم الاتحاد الفلكي الدولي الفئة الأولى إلى ثلاثة أصناف هي الكواكب والكواكب القزمة وأجرام النظام الشمسي الصغيرة، أما الثانية فلا تملك تعاريفاً رسمية من الاتحاد الفلكي لكنها عموماً تقسم إلى النجوم والسدم والمجرات.

## تاريخ
منذ الأزمنة القديمة لاحظ البشر أن بعض «النجوم» تتحرك في السماء بالنسبة للمجموعات النجمية الثابتة منها والتي لا يغير مواقعها، وقد أطلق على تلك «النجوم» المتحركة اسم «الكواكب السيارة» نسبة إلى سيرها، أما النجوم التي تبقى ثابتة فقد سماها «الكواكب الثابتة». ولاحقاً أدرك الفيلسوف الإيطالي جوردانو برونو عام 1584 أن الكواكب الثابتة أو النجوم ليست سوى شموساً أخرى،[بحاجة لمصدر] أي أنها أجرام سماوية تنتمي إلى نفس النوع، مما كان له أثر كبير في تطوير معرفة الإنسان بالنجوم المجهولة.

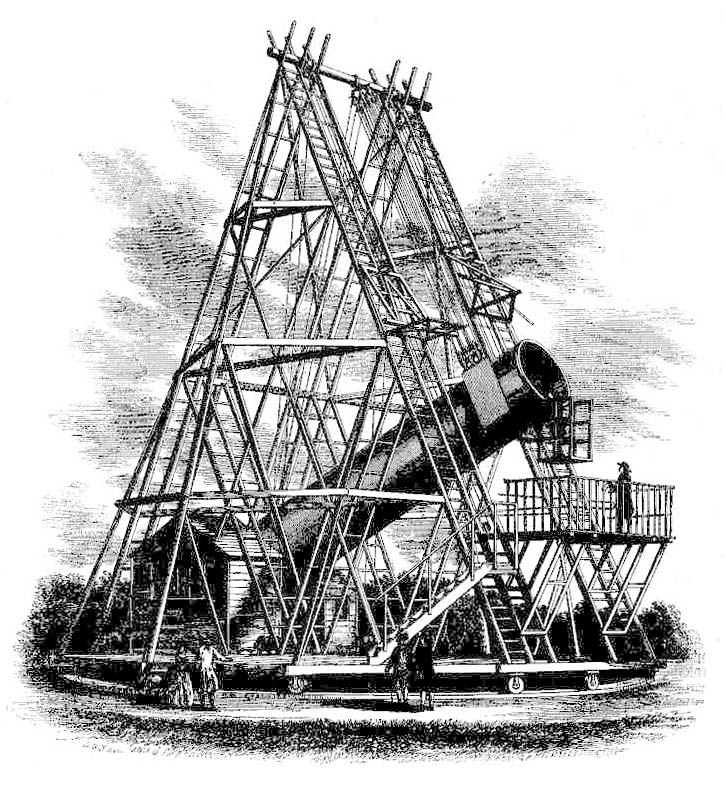
مقراب هرشل عام 1789.

ولاحقاً بدأت أولى نماذج مركزية الشمس الكونية الناضجة بالظهور مع مجيء نيكولاس كوبرنيكوس وغاليليو غاليلي، فبدأ الفلكيون بفهم طبيعة أجرام النظام الشمسي. ثم مع اختراع غاليليو لأول تلسكوب في التاريخ بدأت مدارك الفلكيين بالتوسع شيئاً فشيئاًً حول الطبيعة الفيزيائية لأجرام النظام الشمسي، فقد كشف هذا التلسكوب أن القمر يَملك تضاريساً سطحية شبيهة بتلك التي تملكها الأرض وأن المشتري يَملك أقماراً حوله مثل الأرض وأن زحل يَملك حلقات متميزة حوله، كما اكتشف كوكبا أورانوس ونبتون ثم بلوتو به أثناء القرون الثلاثة التي تبعت اختراعه. ومع إرسال المسابير الفضائية إلى القمر والكواكب المُختلفة أدرك البشر إلى حد كبير طبيعة أجرام النظام الشمسي وخصائصها الفيزيائية وطبيعتها الجيولوجية، أما السدم والمجرات فما زالت أسيرة التلسكوب الذي استطاع تزويد الفلكيين بالعديد من الحقائق عنها.

## الحركة
يميني الحركة هو تمييز لحركة جرم سماوي في المجموعة الشمسية، وتكون الحركة الحقيقية في المدار يمينيه، حينما تبدو في عكس عقارب الساعة بالنسبة لمشاهد يطل عليها من قطب البروج، في الحالة الأخرى تسمى الحركة تراجعية، تتحرك كل الكواكب، وأغلب الأقمار وأغلب المذنبات قصيره الدورة في حركة يمينية، بينما تحدث الحركة التراجعية في قليل من الأقمار والمذنبات قصيرة الدورة وفي المدارات الموزعة بغير انتظام للمذنبات طويلة الدورة وكذلك في حالة النيازك، وتكون الحركة الظاهرية للكواكب يمينية عندما تحدث من الغرب إلى الشرق، وعلى العكس من ذلك فهي تراجعية إذا كانت من الشرق إلى الغرب.

## قائمة الأجرام

### النظام الشمسي
- الشمس
- الكواكب
- الكواكب القزمة
- الكويكبات
- الأقمار
- المذنبات
- النيازك
- الشهب

### الفضاء البينجمي
- النجوم.
- الثقوب السوداء.
- المجرات:
  - المجرات الحلزونية.
  - المجرات البيضاوية.
  - المجرات غير المنتظمة.
- السدم:
  - السدم الكوكبية.
  - السدم المظلمة.
  - السدم الإشعاعية.
- السحب:
- السحب الجزيئية.
- السحب النجمية.
- العناقيد النجمية:
  - التجمعات النجمية المغلقة.
  - التجمعات النجمية المفتوحة.